# Castelrosso (Chivasso)
Castelrosso is een plaats (frazione) in de Italiaanse gemeente Chivasso.